# Stipa longiglumis
Stipa longiglumis är en gräsart som beskrevs av Rodolfo Amando Philippi. Stipa longiglumis ingår i släktet fjädergrässläktet, och familjen gräs. Inga underarter finns listade i Catalogue of Life.